# Atheta aemula
Atheta aemula är en skalbaggsart som först beskrevs av Wilhelm Ferdinand Erichson 1839.  Atheta aemula ingår i släktet Atheta och familjen kortvingar. Inga underarter finns listade i Catalogue of Life.